# Jan Vývoda
P. Jan Vývoda SDB (* 1924 Hranice na Moravě) je český římskokatolický kněz, salesián.
Učil se krejčím u svého otce, pak byl vyhozen z gymnázia a totálně nasazen v Německu. Po válce dokončil gymnázium maturitní zkouškou, studoval následně leteckou školu. V téže době vstoupil do kongregace salesiánů. Roku 1949 se zapojil do salesiánského centra v Kobylisích, odkud byl během Akce K v roce 1950 internován v klášteře v Oseku. Po pár měsících byl odvelen k jednotce PTP na více než tři roky. Po návratu pracoval v šroubárně v Libčicích nad Vltavou a v roce 1965 přešel do Prahy, kde se živil mytím oken. V roce 1967 byl tajně vysvěcen kardinálem Štěpánem Trochtou na kněze a vypomáhal v salesiánské farnosti. Roku 1968 dal ve šroubárnách výpověď a nastoupil ke službám v Praze jako myč oken. V roce 1984 odešel do penze, nicméně stále působí jako výpomocný duchovní v kobyliské farnosti.